# 山峰列表
按照各种条件分类的山峰列表：
- 按照海拔高度分类
  - 按海拔排序的山峰列表（英语：List of mountains by elevation）
  - 世界高山列表
  - 八千米以上山峰列表
- 按照地形突起度分类
  - 按地形突起度排序的山峰列表
  - 极端突出类山峰
- 按地区分类的山峰列表（英语：Lists_of_mountains_by_region）
  - 各洲最高峰列表
  - 各洲第二高峰列表（英语：Seven Second Summits）
- 山脉列表
  - 中国山脉列表
- 山脉类型列表

## 参見
- 山
- 山峰列表的列表

|  | 本条目是地理相关列表索引。 |